# Ogasawarana optima
Ogasawarana optima é uma espécie de gastrópode  da família Helicinidae.
É endémica de Japão.